# Immaginando/Canzoni stonate
Immaginando/Canzoni stonate è un singolo di Gianni Morandi, pubblicato nel 1981.
Dopo alcuni anni di relativa crisi professionale e commerciale avvenuta nel decennio precedente, Morandi ritorna al grande successo grazie all'interessamento di Mogol e Shel Shapiro, grandi amici del cantante che decidono di produrre per lui l'album Morandi.
Nel 1981 viene pubblicato il 45 giri che anticipa il disco, che vede sul lato A il brano Immaginando, scritto da Mogol, Morandi e A. Azzaro, e Canzoni stonate, scritto e prodotto da Mogol su musica di Aldo Donati e arrangiamenti di Celso Valli. Ma è proprio quest'ultimo brano che ottiene maggiore attenzione da parte del pubblico e delle radio, tanto da spingere la casa discografica a ristampare il 45 giri con i lati invertiti.
Il brano è caratterizzato da un'atmosfera piuttosto malinconica, nel quale il cantante parla di una serata tra amici nella quale si parla di ex, si beve e si cantano le canzoni del passato, così come vengono, stonate e sbagliate, probabilmente in riferimento al suo rapporto concluso da pochi anni con l’ex moglie Laura Efrikian.

## Successo commerciale
Il 45 giri ebbe un buon successo discografico, entrando nella classifica dei più venduti in Italia alla ventiquattresima posizione il 24 agosto 1981, per poi raggiungere il picco massimo della ventesima posizione e risultando il novantottesimo singolo più venduto del 1981 in Italia.
Il brano fu oggetto di cover da parte di Mina per l'album Ridi pagliaccio del 1988.

## Edizioni
Entrambi i brani sono contenuti nell'album Morandi e nella riedizione dell'anno successivo La mia nemica amatissima.
Il singolo è stato ristampato con i brani invertiti, visto il successo di Canzoni Stonate, con stesso artwork e stesso numero di catalogo.

## Tracce
Lato A
1. Immaginando – 3:52 (Mogol-Gianni Morandi-A. Azzaro)

Durata totale: 3:52
Lato B
1. Canzoni stonate – 4:03 (Mogol-Aldo Donati)

Durata totale: 4:03